# Aulagromyza jaceicaulis
Aulagromyza jaceicaulis är en tvåvingeart som beskrevs av Erich Martin Hering 1960. Aulagromyza jaceicaulis ingår i släktet Aulagromyza och familjen minerarflugor.
Artens utbredningsområde är Tyskland. Inga underarter finns listade i Catalogue of Life.